# Felix Uppenkamp
Felix Uppenkamp (* 25. April 1881 in Nienborg; † 9. August 1960 in Münster) war ein deutscher katholischer Priester und Propst von St. Lamberti in Münster sowie Unterstützer des seligen Kardinals von Münster Clemens August Graf von Galen im Kampf gegen die Krankenmorde des Nationalsozialismus.

## Leben
Felix Uppenkamp wurde als jüngstes von fünf Kindern des Ehepaares Theodor und Elisabeth Uppenkamp, geb. Schmitz geboren. Sein Urgroßvater Bernhard Uppenkamp hatte im Jahre 1836 die erste mechanische Weberei und Spinnerei im nördlichen Münsterland in Betrieb genommen. Nach dem Besuch der Dorfschule in Nienborg und der Rektoratsschule in Ochtrup wurde er 1896 als Schüler im Paulinum in Münster aufgenommen. Nach dem Abitur studierte Felix Uppenkamp Philosophie und Theologie an der Westfälischen Wilhelms-Universität in Münster. Am 17. Juni 1905 erhielt er durch die Hände von Bischof Hermann Dingelstad die Priesterweihe. Nach Kaplanstellen in St. Viktor in Dülmen und St. Dionysius in Rheine, meldete er sich zu Beginn des Ersten Weltkrieges freiwillig zur Krankenpflege und wurde im 1914 Lazarettpfarrer. Bei Kriegsende 1918 war er Divisionspfarrer in Berlin. Anschließend blieb er noch einige Monate als Seelsorger in der münsterischen Traditionspfarrei St. Matthias in Berlin-Schönefeld. In dieser Zeit war Clemens August Graf von Galen dort Pfarrer. Am 1. Oktober 1919 übertrug ihm Bischof Johannes Poggenburg das Rektorat St. Joseph in Bottrop. 1933 wurde Uppenkamp von Clemens August Graf von Galen, der inzwischen Bischof von Münster war, zum Pfarrer von St. Lamberti in Münster ernannt. Eine seiner ersten Amtshandlungen war die umfassende Innen- und Außenrenovierung der Kirche.
Schon bald nach Beendigung der Renovierungsarbeiten kam es zu den ersten Konflikten mit den nationalsozialistischen Machthabern. Ein erstes Verfahren gegen Uppenkamp wurde angestrengt wegen Nichtbeflaggung anlässlich der Beisetzung von Reichsstatthalter Wilhelm Loeper am 26. Oktober 1935. Im Jahre 1937 folgte eine Untersuchung der Gestapo wegen Verstoßes gegen das Heimtückegesetz. Es ging um angeblich staatsfeindliche Aussagen, die er im Brautunterricht gemacht habe. Dies wiederholte sich ähnlich auch 1939.
Aufgrund des inzwischen ausgebrochenen Zweiten Weltkrieges war der Dom schon im Juli 1941 durch Bombenangriffe unbenutzbar geworden. Daraufhin stellte Pfarrer Uppenkamp Bischof von Galen die Kanzel der Lambertikirche zur Verfügung, wo Galen seine berühmten Predigten hielt. Felix Uppenkamp war maßgeblich an den heimlichen Vervielfältigungen dieser Predigten beteiligt, die von St. Lamberti aus ihren Weg in alle Welt fanden. Neue Verhöre bei der Gestapo waren die Folge. Ohne Furcht vor eigenen Repressalien setzte sich Pfarrer Uppenkamp für seinen Kaplan Aloys Schmäing ein, der aufgrund einer Denunziation am 8. August 1944 von der Gestapo verhaftet wurde. Von der Polizeidienststelle wurde ihm mitgeteilt, dass die Angelegenheit höheren Ortes entschieden würde. Daraufhin fuhr Pfarrer Uppenkamp nach Berlin und sprach persönlich beim Reichssicherheitshauptamt vor. Kaplan Schmäing wurde nach sechs Wochen aus der Haft entlassen. Bei dem schweren Bombenangriff vom 10. Oktober 1943 wurde die Lambertikirche sehr stark beschädigt. Kaum waren die Schäden notdürftig repariert, wurde St. Lamberti am 28. Oktober 1944 bis auf Turm und Außenwände fast vollständig zerstört. Ebenso wurde sein Pfarrhaus ein Opfer der Bomben.
Nach dem Einmarsch amerikanischer Soldaten am 2. April 1945 machte sich Felix Uppenkamp schon bald an den Wiederaufbau seiner Pfarrei. Die erste Notkirche befand sich damals im gut erhaltenen Krameramtshaus. Eine große Schwierigkeit bestand beim Beschaffen von Baumaterial zum Wiederaufbau der Lambertikirche. Am 19. Oktober 1949 konnte der erste Gottesdienst nach dem Krieg in der Lambertikirche gehalten werden. Für seine Verdienst um den Wiederaufbau der Pfarrei und der Kirche verlieh ihm Bischof Michael Keller zu Pfingsten 1953 den Titel eines Propstes ehrenhalber. Am 12. Juli 1955 erhielt er vom Bundespräsident Theodor Heuss anlässlich seines goldenen Priesterjubiläums das Bundesverdienstkreuz. Fünf Jahre später konnte endlich am 31. Januar 1960 mit einem feierlichen Hochamt der Abschluss der Gesamtwiederherstellung der Lambertikirche gefeiert werden. Am 9. August des gleichen Jahres starb Probst Felix Uppenkamp, ausgezehrt durch die Strapazen des Krieges und des Wiederaufbaus.
Sein Grab befindet sich auf dem Zentralfriedhof Münster, um dessen Wiederaufbau er sich ebenfalls sehr bemühte.

## Ehrungen und Auszeichnungen
- 1953: Titel eines Propstes ehrenhalber durch Bischof Keller
- 1955: Verleihung des Bundesverdienstkreuzes durch Bundespräsident Theodor Heuss
- 1962: Benennung einer neuen Straße in Münster zur Uppenkampstiege[5]